# Filmåret 1998

## Händelser

### Maj
- 5 maj – Hans Ottosson blir ny VD för Svenska Filminstitutet.[1]

## Årets filmer

### Siffra (1,2,3...) eller specialtecken (@,$,?...)
- 102 år i hjärtat av Europa
- 3 Ninjas och tivoli-attentatet
- 3 äventyr
- 4x32 fouettéer
- 54

### A - G
- A Civil Action
- A Night at the Roxbury
- Aligermaas äventyr
- Alla var där
- American History X
- Antz
- Armageddon
- Barnet med bjällran
- BASEketball
- Beck – The Money Man
- Beck – Monstret
- Beck – Vita nätter
- Beck – Öga för öga
- Betraktaren
- Big Lebowski, The
- Blade
- Blues Brothers 2000
- Bulworth
- Chūgoku no chōjin
- Dansinn
- Dark City
- Deep Impact
- Den där Mary
- Den tunna röda linjen
- Det finns bara en sol
- Det magiska svärdet - kampen om Camelot
- Det sjunde skottet
- Dr. Dolittle
- Du har mail
- Dödligt vapen 4
- Elizabeth
- Enemy of the State
- En kluven stad
- Ett småkryps liv
- Faculty
- Fear and Loathing in Las Vegas
- Festen
- Fucking Åmål
- För evigt
- Föräldrafällan
- Godzilla

### H - N
- Halloween H20
- Handelsresande i liv
- Hell's Kitchen
- Hollywood-rymlingar
- Holy Man
- Homo Sapiens 1900
- Hundertwasser i Nya Zeeland (Hundertwasser in Neuseeland) av Ferry Radax
- Jag vet fortfarande vad du gjorde förra sommaren
- Join the Flumeride
- Kod Mercury
- Last Days of Disco, The
- Lick the Star
- Little Voice
- Liv till varje pris
- Lock, Stock and Two Smoking Barrels
- Lost in Space
- Magiska systrar
- Mannen i mitt liv
- Mannen som kunde tala med hästar
- Mulan
- Möt Joe Black
- Nightwalk

### O - U
- The Opposite of Sex
- Out of Sight
- Patch Adams
- Pentagon Wars
- Place Vendôme
- Prinsen av Egypten
- Qaamarngup Uummataa
- Ringu
- Ronin
- Rounders - Sista spelet
- Rush Hour
- Rushmore
- Rädda menige Ryan
- Shakespeare in Love
- Sliding Doors
- Species II
- Spiceworld[1]
- Spring Lola
- Star Trek: Insurrection
- The Stars We Are
- Still Crazy
- Stockholmania
- Svart katt, vit katt
- Taxi
- Truman Show
- Under solen

### V - Ö
- Velvet Goldmine
- Very Bad Things
- Vid din sida
- Välkommen till Pleasantville
- Waterboy
- Wedding Singer
- Zorro – Den maskerade hämnaren

## Oscarspriser(i urval)
| Kategori:                  | Vinnare:                              |
| -------------------------- | ------------------------------------- |
| Bästa film:                | Shakespeare in Love                   |
| Bästa regi:                | Steven Spielberg (Rädda menige Ryan)  |
| Bästa manliga huvudroll:   | Roberto Benigni (Livet är underbart)  |
| Bästa kvinnliga huvudroll: | Gwyneth Paltrow (Shakespeare in Love) |
| Bästa manliga biroll:      | James Coburn (Ont blod)               |
| Bästa kvinnliga biroll:    | Judi Dench (Shakespeare in Love)      |
| Bästa utländska film:      | Livet är underbart (Italien)          |

För komplett lista se Oscarsgalan 1999.

## Guldbaggar: (i urval)
| Kategori:                  | Vinnare:                                               |
| -------------------------- | ------------------------------------------------------ |
| Bästa film:                | Fucking Åmål                                           |
| Bästa regi:                | Lukas Moodysson (Fucking Åmål)                         |
| Bästa manliga huvudroll:   | Krister Henriksson (Veranda för en tenor)              |
| Bästa kvinnliga huvudroll: | Alexandra Dahlström & Rebecca Liljeberg (Fucking Åmål) |
| Bästa manliga biroll:      | Thommy Berggren (Glasblåsarns barn)                    |
| Bästa kvinnliga biroll:    | Ia Langhammer (Hela härligheten)                       |
| Bästa utländska film:      | Festen (Danmark)                                       |

## Födda
- 28 januari – Ariel Winter, amerikansk skådespelerska.
- 9 april – Elle Fanning, amerikansk skådespelerska.
- 8 juli – Jaden Smith, amerikansk skådespelare.
- 22 juli – Madison Pettis, amerikansk skådespelerska.
- 31 juli – Rico Rodriguez, amerikansk skådespelare.
- 28 oktober – Nolan Gould, amerikansk skådespelare.

## Avlidna
- 5 januari – Lars Kåge, svensk skådespelare och sångare.
- 19 januari – Bengt Eklund, svensk skådespelare.
- 1 februari – Lauritz Falk, svensk skådespelare, regissör, sångare och konstnär.
- 9 februari – Helga Hallén, svensk skådespelerska.
- 21 februari – George Fant, svensk skådespelare.
- 24 februari – Miff Görling, svensk filmmusikkompositör, arrangör och musiker.
- 10 mars – Lloyd Bridges, amerikansk skådespelare.
- 20 mars – Beverley Cross, brittisk pjäs- och manusförfattare.
- 21 mars – Blenda Bruno, svensk skådespelare.
- 23 mars – Lillie Björnstrand, svensk skådespelare och författare.
- 26 mars – Gösta Grip, svensk skådespelare.
- 7 april – Elsie Bodin, svensk sångare och skådespelare.
- 25 april – Egon Engström, svensk skådespelare.
- 14 maj – Frank Sinatra, amerikansk sångare och skådespelare.
- 29 maj – Gunnar Johansson, svensk skådespelare.
- 2 juni – Folke Lindh, svensk amatörskådespelare, bland annat i lundensiska karnevalsfilmer
- 23 juni – Maureen O’Sullivan, amerikansk skådespelare - Tarzans Jane.
- 26 juni – John Zacharias, svensk skådespelare, regissör och teaterchef.
- 1 juli – Stig Järrel, svensk skådespelare.
- 17 juli – Mafalda Figoni, svensk solodansös, skådespelare och koreograf.
- 22 juli – Rolf Botvid, svensk skådespelare och manusförfattare.
- 29 juli – Jerome Robbins, amerikansk koreograf, regissör och dansare.
- 2 augusti – Henrik Dyfverman, svensk skådespelare och tv-producent.
- 6 september
  - Ernst-Hugo Järegård, svensk skådespelare.
  - Akira Kurosawa, japansk filmregissör.
- 28 september – Olle Länsberg, svensk författare, manusförfattare och sångtextförfattare.
- 3 oktober – Roddy McDowall, brittiskfödd amerikansk skådespelare.
- 13 oktober – Ka Nerell, svensk skådespelare.
- 17 oktober – Joan Hickson, brittisk skådespelare, känd som Miss Marple.
- 7 november – Börje Mellvig, svensk skådespelare, manusförfattare, regissör och textförfattare.
- 19 november – Albert Christiansen, svensk barnskådespelare och ingenjör.

### Fotnoter
1. 1 2   När Var Hur 1999. Forum